# Новая Слобода (Бежецкий район)
Новая Слобода — деревня в Бежецком районе Тверской области. Входит в состав Городищенского сельского поселения.

## География
Находится в восточной части Тверской области на расстоянии приблизительно 1 км на восток от юго-восточной окраины районного центра города Бежецк.

## История
Деревня была отмечена еще на карте Менде (состояние местности на 1848 год). В 1859 году здесь (деревня Бежецкого уезда Тверской губернии) было учтено 11 дворов, в 1978 — 18.

## Население
Численность населения: 116 человек (1859 год), 23 (русские 96 %) в 2002 году, 11 в 2010.